# Agrammia iridalis
Agrammia iridalis là một loài bướm đêm trong họ Crambidae.